# Osmómetro

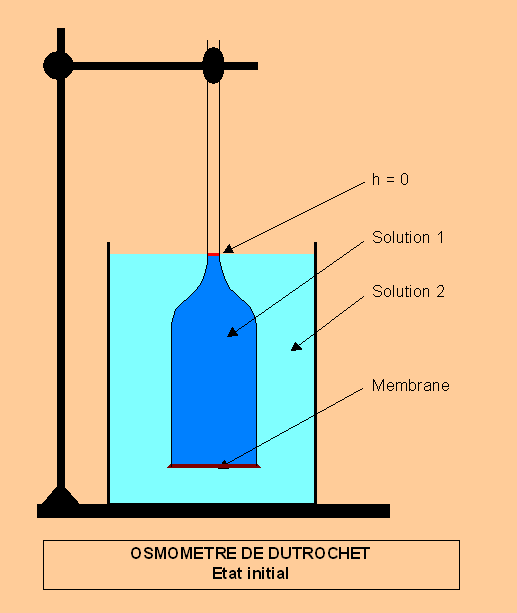
Osmómetro de Dutrochet

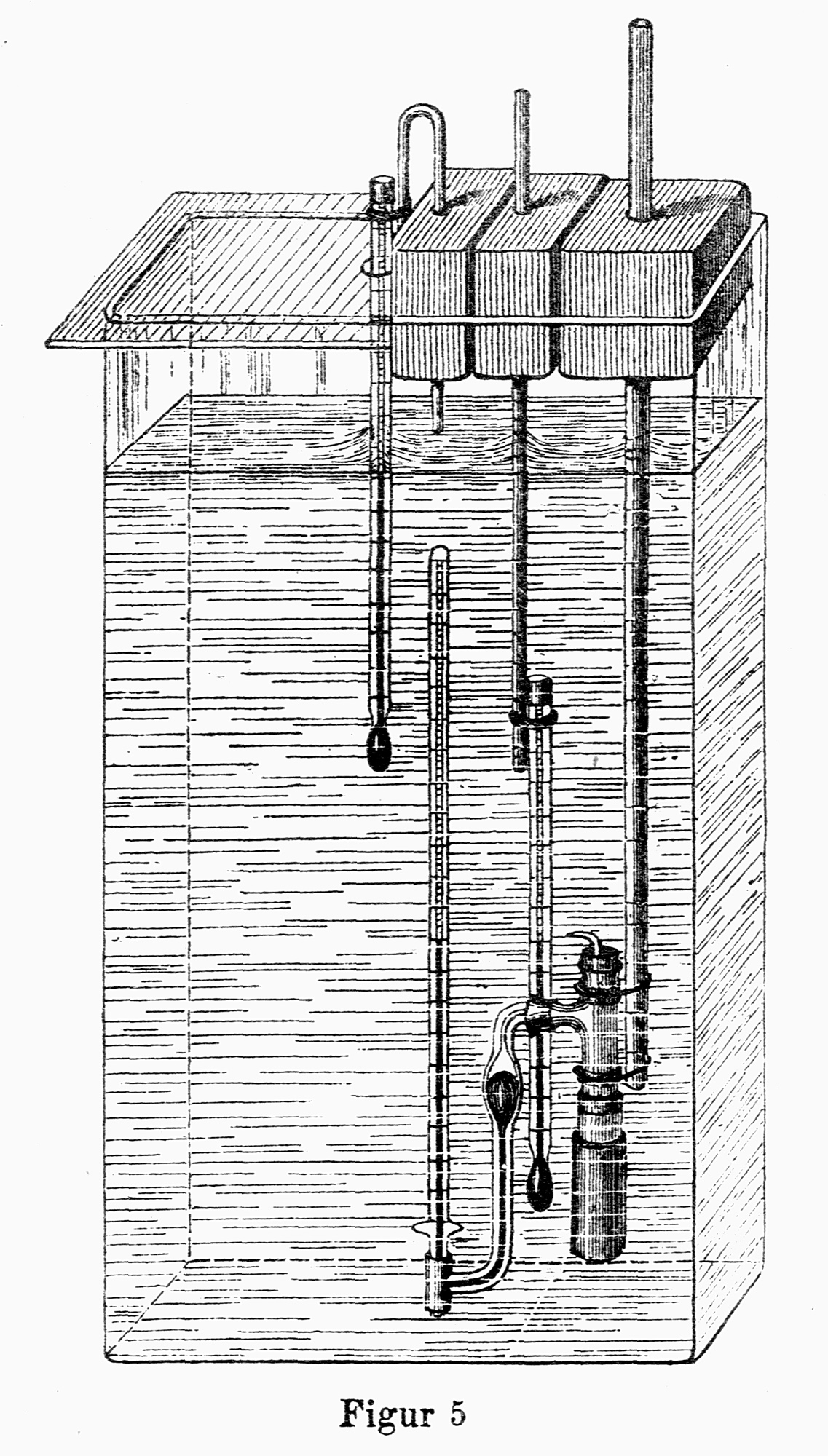
Osmómetro de Pfeffer.

La definición de osmómetro ha evolucionado a través del tiempo. En un principio un osmómetro era un aparato que se empleaba para medir la presión osmótica entre una solución y un solvente: actualmente también se denomina osmómetro a los aparatos utilizados para determinar la osmolaridad de las soluciones, es decir, las concentraciones efectivas de solutos que causan la presión osmótica, algunos de los cuales no emplean medidas de presión osmótica sino otras propiedades coligativas que conducen a resultados más exactos.

## Historia
El primer osmómetro fue inventado por el fisiólogo francés Henri Dutrochet en 1828. El aparato es muy simple, y consta de un vaso lleno de solvente o de una solución diluida. En otro recipiente en forma de embudo invertido se coloca una membrana semipermeable en la boca más ancha, y en la otra boca se conecta un tubo capilar largo. Dentro de este recipiente se coloca la solución concentrada y se introduce en el otro vaso de manera que la membrana quede en contacto con ambas soluciones. Al producirse la disolución del solvente en la solución concentrada, su nivel presionará sobre el tubo capilar hasta que la presión hidrostática producida compense la presión osmótica.
Dutrochet no realizaba mediciones precisas, sino que su aparato se utilizaba para visualizar el fenómeno. Los primeros experimentos de precisión fueron realizados por el alemán Wilhelm Pfeffer en 1877, quien construyó un osmómetro perfeccionando el modelo de Dutrochet.
En las dos primeras décadas del siglo XX las técnicas para medir la presión osmótica mejoraron. Frazer y colaboradores trabajaron entre 1916 y 1921 en el diseño de un osmómetro de alta presión. Mejoraron los dispositivos porosos donde se depositaba el ferrocianuro de cobre, capaces de soportar grandes presiones. El osmómetro de Frazer dispone de un sofisticado mecanismo para medir los cambios de presión, basándose en los cambios de resistencia eléctrica de los metales en contacto con la solución, o el cambio del índice de refracción del agua, en lugar del usual manómetro de mercurio. Con este aparato Frazer consiguió mediciones de presión osmótica del orden de 273 atmósferas.
En esa misma época, G. S. Hartley introdujo una nueva técnica que permitía mayor ahorro de tiempo en la medición de la presión osmótica. Ocurría que las mediciones con osmómetros ordinarios estaban sujetas a una larga espera, porque el flujo osmótico es un proceso de transporte lento. La modificación de Hartley fue muy simple y efectiva: consiste en lograr en forma inmediata el equilibrio, aplicando una presión para que el flujo osmótico sea cancelado. Esta modificación disminuyó considerablemente el tiempo en el registro de las medidas de la presión osmótica.
La obtención de buenos equipos durante la década de 1920 hizo posible la exitosa determinación de los pesos moleculares de macromoléculas, como polímeros, proteínas y polisacáridos.

## Tipos de osmómetros de membrana

### Osmómetro estático
El aparato más simple es el de Dutrochet. En el momento en que se llega a un equilibrio, mediante la medición de la altura de la columna de solución concentrada es posible determinar la presión osmótica:
donde:
- Π es la presión osmótica.
- Ph la presión hidrostática.
- ρ la densidad de la solución concentrada.
- g la aceleración de la gravedad.
- h la altura de la columna de solución concentrada.

Una vez determinada la presión osmótica, aplicando la ecuación de Van Hoff, es posible calcular la concentración de soluto (o la diferencia de concentraciones entre ambas soluciones:

### Osmómetro dinámico
Los osmómetros estáticos requieren mucho tiempo para poder realizar la lectura de las alturas que alcanzan las soluciones dentro del tubo capilar, ya que el solvente se difunde lentamente en la solución más concentrada llegando al estado de equilibrio después de una o dos horas. Por este motivo el sistema fue dejado de lado por los investigadores. Gracias a la invención del osmómetro dinámico ha sido posible recuperar la medición de la presión osmótica con una técnica analítica.
Los osmómetros dinámicos se basan en la medición de pequeñas diferencias de presión a ambos lados de la membrana semipermeable que separa las dos soluciones de diferente concentración. Como los estáticos, están formados por dos cámaras separadas por una membrana semipermeable. En una de las cámaras se coloca el solvente y en la otra una solución. La diferencia respecto de los modelos estáticos radica en el método de lectura de la presión osmótica.
Por ejemplo, en un tipo muy empleado de osmómetro dinámico, la presión osmótica se mide mediante una burbuja de aire situada en la cámara del solvente. La aparición de la presión osmótica en la membrana se transmite a todas las partes del líquido (principio de Pascal), produciendo una deformación de la microburbuja de aire, que puede ser detectada y medida mediante un rayo de luz que la atraviese e incida después en una célula fotoeléctrica.
Una vez detectada la diferencia de presión se actúa automáticamente mediante un motor servo sobre un depósito móvil lleno de solvente conectado mediante un tubo capilar a la cámara de solución, bajándolo hasta conseguir, mediante disminución de la presión hidrostática, compensar el exceso de presión del solvente debido a la presión osmótica. El depósito deja de desplazarse cuando se detecta que la microburbuja recupera su forma original. De esta manera, en pocos minutos es posible obtener una medición de la presión osmótica.
Los osmómetros dinámicos han permitido la automatización de los análisis, y se emplean de manera rutinaria en muchos laboratorios para determinar la concentración de soluciones.

## Otros tipos de osmómetro
El uso de los osmómetros en los laboratorios no se aplica a la determinación de presiones osmóticas, sino a determinar las concentraciones efectivas de soluciones que dan lugar a una mayor o menor presión osmótica, lo que se denomina osmolaridad. Dado que estas concentraciones producen otras propiedades coligativas, dependiendo del tipo de análisis es mejor emplear mediciones de presión de vapor o de descensos crioscópicos para la determinación. Estos aparatos, que no emplean mediciones de presión osmótica, se denominan igualmente osmómetros, ya que igualmente sirven para determinar la osmolaridad.

### Osmómetros de presión de vapor
En los osmómetros de presión de vapor se mide el descenso de presión de vapor que experimenta una solución respecto al solvente puesto a la misma temperatura. La medición de este descenso se efectúa por el método higrométrico, en el que se inyecta una muestra de 10 μl (0,010 ml) sobre un disco de papel en un portamuestras, para luego insertarlo en el instrumento y se cierra la cámara de muestras. El cierre inicia la secuencia de medición automática. El elemento de detección es un higrómetro de termopar de hilo fino que se suspende en un soporte de metal que cuando se junta con el portamuestras forma una pequeña cámara que cierra la muestra.
A medida que se equilibra la presión de vapor en el aire dentro de la cámara, el termopar detecta la temperatura ambiente, estableciendo el punto de referencia para la medición. Bajo control electrónico, el termopar busca entonces la temperatura del punto de rocío dentro del espacio cerrado, dando una señal proporcional al diferencial de temperatura. La diferencia entre la temperatura ambiente y la temperatura del punto de rocío es la depresión de temperatura del punto de rocío que es función explícita de la presión de vapor de la solución. La depresión de temperatura del punto de rocío se mide con resoluciones menores que 0001 °C. El ciclo de medición, controlado por microprocesador, dura alrededor de un minuto.

### Osmómetros de descenso crioscópico
El descenso crioscópico es una propiedad coligativa que depende de la concentración total de partículas en solución, por lo que permite determinar la osmolaridad de las mismas.
En los métodos actualmente empleados, la muestra es superenfriada a una temperatura predeterminada, más baja que la temperatura de congelación. La congelación se inicia después mediante una perturbación física (ultrasonidos, agitación,...) o en algunos casos sembrando un cristal pequeño de disolvente. Esto produce una mezcla de disolvente sólido y de disolución justo en equilibrio a la temperatura de congelación un tiempo suficientemente largo para medir su temperatura. Las medidas de temperatura se realizan con un termistor calibrado, seleccionado para dar una respuesta lineal.
La mayoría de los laboratorios clínicos utilizan los osmómetros de descenso crioscópico frente a los de presión de vapor. Las ventajas de los osmómetros de descenso de presión de vapor (bajo coste, poco mantenimiento, uso de volúmenes muy pequeños de muestras), no compensan las desventajas (baja precisión, respuesta no lineal para valores bajos de osmolaridad y, especialmente, la imposibilidad de analizar solutos volátiles como alcoholes, etilenglicol y gases).

## Aplicaciones
Aplicaciones en medicina y veterinaria:
- Determinación de osmolaridad de orina, sangre o suero.
- Comprobación del funcionamiento de los riñones.

Aplicaciones en investigación biológica:
- Determinación de la osmolaridad de soluciones de nutrientes para cultivos celulares.
- Determinación de la osmolaridad de soluciones de fijación para microscopio.
- Determinación de osmolaridad de los fluidos corporales de insectos.

Aplicaciones en botánica:
- Determinación de osmolaridad de la savia vegetal.
- Determinación de osmolaridad de soluciones de nutrientes.

Aplicaciones en la industria farmacéutica:
- Determinación de osmolaridad en animales de laboratorio.
- Control de calidad en la producción de medicamentos.[7]